# 조목 (번양왕)
번양왕 조목(繁陽王 曹穆, ? ~ 229년)은 조위의 황족이자 제후왕으로, 명제의 아들이다.

## 생애
태화 2년(228년) 번양왕(繁陽王)에 봉해졌으나 이듬해에 죽었고, 봉국은 폐지되었다.

## 출전
- 진수, 《삼국지》 권3 명제기

| 선대 (첫 봉건) | 조위의 번양왕 228년 9월 을유일 - 229년 6월 계묘일 | 후대 (봉국 폐지) |